# Міхал Буткевич
Міхал Буткевич (18 серпня 1942 , Варшава, Генеральна губернія ) — польський фехтувальник на шпагах, бронзовий призер Олімпійських ігор 1968 року.

## Виступи на Олімпіадах
| Олімпіада   | Дисципліна     | Місце |
| ----------- | -------------- | ----- |
| Мехіко 1968 | командна шпага | 3     |